# Menhir von Malves

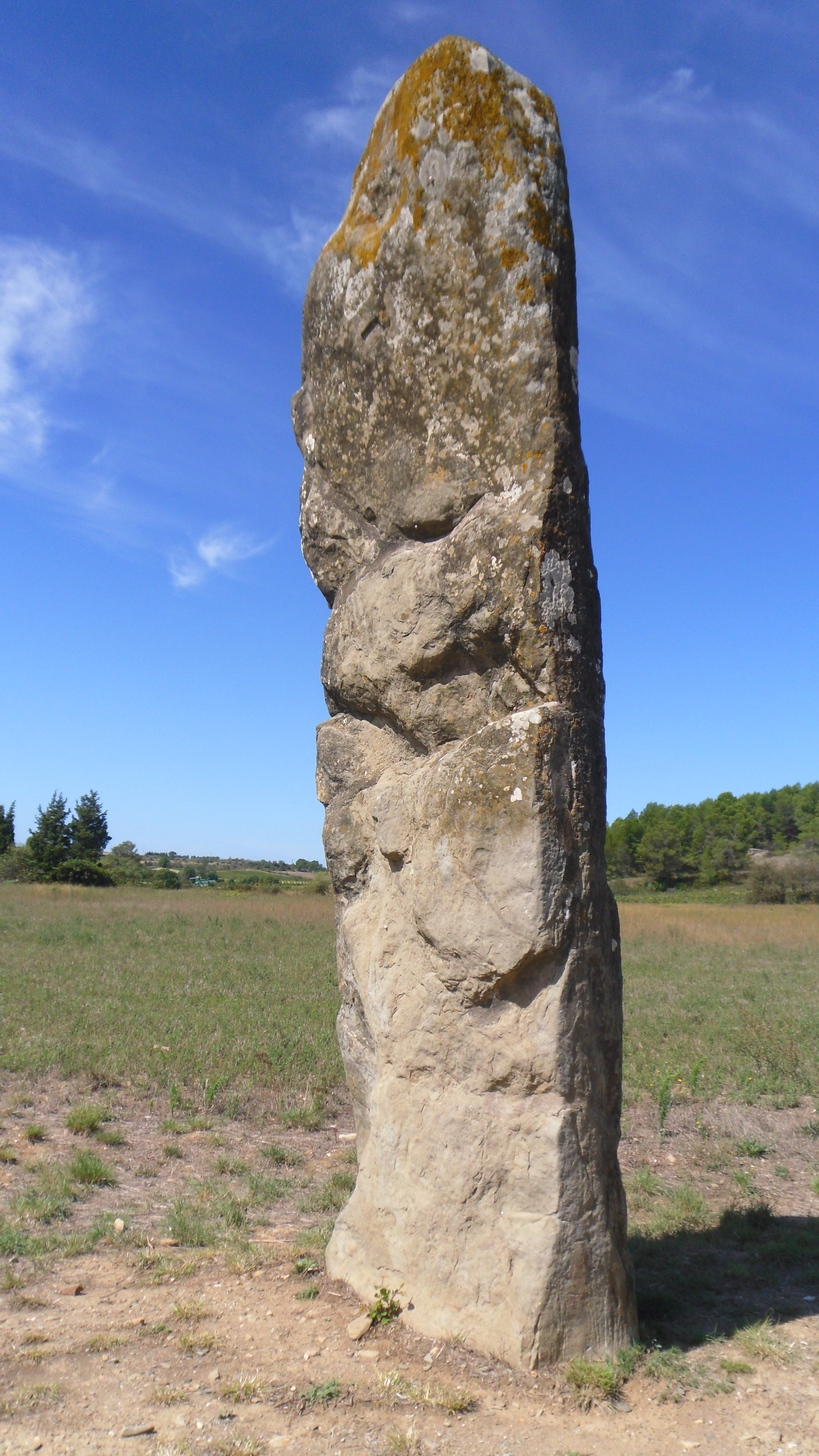
Menhir von Malves

Der Menhir von Malves oder Menhir von Peyro-Ficado (auch Perificado) steht an der Straße nach Villalier, westlich von Malves-en-Minervois, bei Carcassonne im Département Aude in Frankreich.
Der Menhir ist über 5,0 Meter hoch etwa 1,5 Meter breit und weniger als einen halben Meter dick. Er wurde in den 1960er Jahren aus drei Bruchstücken restauriert. Ein benachbarter kleinere Menhir (2,1 m hoch) trägt auch diesen Namen. Der Stein ist seit 1921 als Monument historique anerkannt.